# Тібілов Леонід Харитонович
Леонід Харитонович Тібілов (ос. Тыбылты Харитъоны фырт Леонид; нар. 28 березня 1952, Грузинська РСР, СРСР) — державний і політичний діяч частково визнаної республіки Південна Осетія і її третій президент з 19 квітня 2012 до 21 квітня 2017.

## Біографія
Народився в сім'ї селянина. Був учителем фізики і математики, завучем школи, директором.
У вересні 1981 року став працювати на КДБ ГССР. Закінчив вищі курси КДБ СРСР у Мінську. 28 травня 1992 року був призначений міністром держбезпеки Південної Осетії.
У лютому 2007 року на посаді керівника апарату співголови Змішаної контрольної комісії (ЗКК) з врегулювання грузино-осетинського конфлікту від Південної Осетії Леонід Тібілов зустрівся з представниками Агентства США з міжнародного розвитку (USAID), були обговорені питання економічного розвитку зони грузино-осетинського конфлікту і можливий внесок USAID у відновлення регіону. Потім працював в апараті Парламенту Південної Осетії, керівником апарату Південно-Осетинської частини Змішаної контрольної комісії (ЗКК), заступником міністра з особливих справ Південної Осетії.
9 квітня 2012 року на президентських виборах був обраний президентом Південної Осетії. Обіймав посаду з 19 квітня 2012 до 21 квітня 2017 року.

## Особисте життя
Одружений, має двох дітей і чотирьох онуків.

## Нагороди
- Орден Дружби (ПМР) (2016)[1]